# José Fontana
Rey, właśc. José Fontana (ur. 19 marca 1912 w Kurytybie – zm. 3 kwietnia 1986 tamże) – piłkarz brazylijski grający na pozycji bramkarza.

## Kariera klubowa
Rey karierę piłkarską rozpoczął w 1930 roku w klubie Coritiba FBC, w którym grał do 1933. Z klubem z Kurytyby dwukrotnie zdobył mistrzostwo Stanu Parana – Campeonato Paranaense w 1931 i 1933. Następnym etapem jego kariery było CR Vasco da Gama. Z Vasco da Gama dwukrotnie zdobył mistrzostwo Stanu Rio de Janeiro – Campeonato Carioca w 1934 i 1936. W 1939 zaliczył krótką przygodę z Bonsucesso Rio de Janeiro, z którego przeszedł do lokalnego rywala Bangu AC. W 1941 roku przeniósł się do São Paulo i grał w klubach Portuguesa i Bragantino (w ostatnim skończył karierę w 1944 roku).

## Kariera reprezentacyjna
27 grudnia 1936 roku Rey zadebiutował w reprezentacji Brazylii w meczu z reprezentacją Peru podczas Copa América 1937. Drugi i ostatni mecz w barwach canarinhos zagrał 13 stycznia 1937 przeciwko reprezentacji Paragwaju. Brazylia na Copa América 1937 zajęła trzecie miejsce.